# Dubiaranea ornata
Dubiaranea ornata là một loài nhện trong họ Linyphiidae. Loài này được phát hiện ở Colombia.